# 261 Primno
261 Primno (mednarodno ime 261 Prymno) je asteroid B v glavnem asteroidnem pasu. 

## Odkritje
Asteroid je odkril nemško-ameriški astronom Christian Heinrich Friedrich Peters (1813 – 1890) 31. oktobra 1886 .  
Imenuje se po okeanidi Primno iz grške mitologije.

## Lastnosti
Asteroid Primno obkroži Sonce v 3,56 letih. Njegova tirnica ima izsrednost 0,09, nagnjena pa je za 3,635° proti ekliptiki. Njegov premer je 50,93 km, okoli svoje osi se zavrti v 8,002  h .